# Міненко Михайло Анатолійович
Михайло Анатолійович Міненко (нар. 22 червня 1963, Радомишль) — український економіст; доктор економічних наук, професор кафедри менеджменту Київського національного торговельно-економічного університету.

## Біографія
Народився 22 червня 1963 року в Радомишлі. У 1980 р. закінчив Радомишильську середню школу № 2 із золотою медаллю. У 1985 році закінчив Київський технологічний інститут харчової промисловості (нині Національний університет харчових технологій), спеціальність «Інженер з автоматизації» (диплом з відзнакою). У 1987 — Українську сільськогосподарську академію, спеціальність «Викладач електротехнічних дисциплін технікумів і шкіл» (посвідчення з відзнакою). З 1993 по 1995 рік навчався в Українському державному університеті харчових технологій (нині Національний університет харчових технологій), спеціальність «Інженер-економіст» (диплом з відзнакою).
У 2002 р. захистив кандидатську дисертацію, спеціальність 08.06.01 — економіка, організація та управління підприємствами на тему «Економіко-правові засади регулювання господарської діяльності підприємств тютюнової промисловості України». У 2005 р. присвоєно вчене звання доцента кафедри менеджменту Національного університету харчових технологій. У 2011 р захистив докторську дисертацію, спеціальність 08.00.03 — економіка, організація та управління національним господарством «Фахові об'єднання в аграрно-промисловій сфері (теорія, методологія, управління)».
З 1985 по 1987 р — викладач спецдисциплін Полтавського технікуму м'ясної промисловості.
У 1987—1991 рр. — методист навчально-методичного відділу Українського республіканського заочного технікуму. Інспектор технікумів харчової і переробної промисловості системи Держагропрому України.
З 1990 по 1992 р — директор ТОВ «ПІКО» (Підрядне інноваційно-комерційне об'єднання).
У 1991—1992 рр. — викладач Українського республіканського заочного технікуму (м. Боярка).
У 1992—1999 рр. — директор Учбово-методичного кабінету при Міністерстві фінансів України, член Науково-методичної комісії з економічної освіти Міністерства освіти України і член Президії цієї комісії, член Фахової ради з економіки та підприємництва Міністерства освіти України з питань ліцензування та акредитації державних і приватних навчальних закладів.
З 1998 р — заступник Голови секретаріату партії «Молода Україна»
З 1999 року працює в Українському державному університеті харчових технологій (УДУХТ).
У 2001—2002 рр. — радник з економічних питань Голови українського представництва Міжнародного конгресу промисловців і підприємців.
У 2001 р — голова партії «Молода Україна»
У 2002 році повертається до науково-педагогічної роботи в Університет харчових технологій. З 2008 по 2012 р — завідувач кафедри менеджменту зовнішньоекономічної діяльності цього університету.
З 2003 по 2008 р — Виконавчий директор Всеукраїнської асоціації пекарів.
З 2007 по 2008 р — начальник департаменту технічного регулювання Асоціації «Союз оптовиків та виробників алкоголю і тютюну».
З 2008 по 2009 р — член Ради представників Асамблеї фахових об'єднань України.
З 2012 — професор кафедри менеджменту Київського національного торговельно-економічного університету.
З 2013 р — член Комітету підприємців агропромислового комплексу при Торгово-промисловій палаті.
У 2014 р — проректор з наукової роботи Інституту підготовки кадрів Державної служби зайнятості України.
З 2015 р — заступник голови ЦК Всеукраїнської профспілки харчової, переробної промисловості та суміжних галузей.
З 2016 по 2018 р — в.о. завідувача кафедри, завідувач кафедри менеджменту та адміністрування НУХТ.
З 2018 по 2019 р — завідувач кафедри технологій управління Національного авіаційного університету.
З 2018 р — голова первинної профспілкової організації НУХТ Всеукраїнської профспілки харчової, переробної промисловості та суміжних галузей.
Викладає дисципліни «Менеджмент», «Адміністративний менеджмент» і «Публічне адміністрування».

## Наукова діяльність
До сфери досліджень входить формування фахового інституційно спроможного соціально відповідального середовища через взаємодію державних інституцій, добровільних об'єднань громадян, освітян, науковців та споживачів.
Співавтор проектів Законів України «Про громадські об'єднання», «Про фахові саморегулівні і самоврядні об'єднання», «Про особливості діяльності громадських галузевих об'єднань в АПК»

### Праці
- Міненко М. А. Фахові виробничі об'єднання (теорія, методологія, практика): монографія. — К. : ННЦ ІАЕ, 2010. — 358 с.
- Міненко М. А. Публічне управління: теорія та методологія: монографія. — К. : Київ. нац. торг.-екон. ун-т, 2014. — 404 с.
- Міненко М. А. Громадські об'єднання: досвід Німеччини: монографія. — К. : Київ. нац. торг.-екон. ун-т, 2015. — 328 с.
- Міненко М. А. 1.13 «Система безпеки харчової продукції та кормових ресурсів Німеччини в контексті загальноєвропейських вимог» Економічна безпека держави: стратегія, енергетика, інформаційні технології: монографія / [Мунтіян В. І., Прокопенко О. В., Петрушенко М. М. та ін.]; за наук. ред. д.т.н., проф. Лукянченко С. О., к.е.н., доц. Караєвої Н. В. — К. : Вид-во ТОВ «Юрка Любченка», 2014. — С. 142—149. — 468 с.
- Міненко М. А. Механізм реалізації заходів соціальної відповідальності галузевим об'єднаннями виробників. Корпоративна соціальна відповідальність бізнесу: монографія / під заг. ред. М. П. Буковинської. — К. : ЦП «Компринт». — 2015. — С. 211—234. — 297 с.
- Міненко М. А. Сталий розвиток України: реалії і перспективи. Сталий розвиток — ХХІ століття: управління, технології, моделі. Дискусії 2018 : колективна монографія / Міненко М. А., Бендюг В. І., Комариста Б. М. [та ін.]; НТУУ «Київський політехнічний інститут імені Ігоря Сікорського»; Національний університет «Києво-Могилянська академія»; Вища економіко-гуманітарна школа / за наук. ред. проф. Хлобистова Є. В. Київ, 2018. 620 с.
- Мостенська Т. Л., Новак В. О., Луцький М. Г., Міненко М. А. Менеджмент: підручник. — К. : Сузір'я, 2007. — 690 с.
- Чепурнов И. А., Мостенская Т. Л., Бернасовская Н. С., Міненко М. А. Финансы и инвестиционная деятельность: учебное пособие. — К.: Министерство финансов Украины. Учебно-методический кабинет, 1996. — 134с.
- Фінансовий менеджмент: навчальний посібник / уклад. Чепурнов І.А, Мостенська Т. Л., Квач Я. П., Міненко М. А. — К. : Міністерство фінансів України Учбово-методичний кабінет, 1997. — 115 с.
- Міненко М. А. Об'єднання фізичних і юридичних осіб: словник термінів: довідник. — К. : ННЦ ІАЕ, 2011. — 124 с.
- Енциклопедичний словник економіста-міжнародника: концептуальні підходи, терміни, визначення, неологізми / за ред. д.е.н. Гуткевич С. О., д.е.н. проф. Пугачова М. І. — друге вид. доп. — К. : НУХТ, 2017. — 312 с. (у співавторстві).